# طویری
 طویری  روستای کوچکی از توابع بخش شیبکوه شهرستان بندر لنگه در استان هرمزگان واقع در جنوب ایران. 
این روستا در ۶ کیلومتری غرب غدیر صابری واقع شده‌است. این روستا در میان دوکوه قرار دارد. 

## محدوده طویری
از شمال رستمی، از جنوب گرزه، از مغرب رستاق، و از سمت مشرق به غدیر صابری محدود می‌گردد.

## جمعیت
دارای ۷۰ خانوار و ۳۰۷ نفر جمعیت است که از اهل سنت و از شاخه شافعی هستند یعنی از پیروان امام محمد ادریس شافعی می‌باشند. 
دارای مسجد، دبستان، آب‌انبار (برکه) و درمانگاه می‌باشد.
حدود ۵۰۰ اصله نخل دیم و ۷۰ من زمین زیر کشت دیم دارد.

## پیشه
شغل اهالی ماهی گیری، دامداری و کشاورزی است، گروهی از جوانان ده برای کار و بازرگانی به آن سوی خلیج فارس می‌روند.